# California State University, Channel Islands
Die California State University, Channel Islands (auch CSUCI oder Cal State Channel Islands genannt) ist eine staatliche Universität in Camarillo in der Greater Los Angeles Area im US-Bundesstaat Kalifornien. Die Hochschule wurde 2002 gegründet und ist damit der jüngste Standort des California-State-University-Systems. Derzeit sind an der CSUCI 2.575 Studenten eingeschrieben.

## Studenten
Ethnisch setzt sich die Studentenschaft der Universität folgendermaßen zusammen:
- 55,2 % Weiße
- 23,8 % mexikanische Amerikaner/Latinos
- 6,4 % asiatische Amerikaner
- 2,3 % Afroamerikaner
- 1,2 % amerikanische Ureinwohner
- 11, 1 % unbekannt

## Sport
Die Sportteams der California State University, Channel Islands nennen sich die Dolphins.